# Johnny Dorelli
Johnny Dorelli, teljes születési nevén Giorgio Domenico Guidi (Milánó, 1937. február 20. –) olasz énekes, zongorista, rádiós és televíziós műsorvezető, showman, humorista és színész, több filmvígjáték főszereplője.

## Élete

### Származása, gyermekkora
Milánóban született 1937-ban. Apja Aurelio Guidi operaénekes volt, aki Nino D’Aurelio néven szerepelt. A háború után, 1946-ban családjával együtt New Yorkban kapott szerződést. Giorgio (később Johnny) a New York-i High School of Music & Art (M&A) zeneiskolában tanult nagybőgőzni és zongorázni. 1955-ben tért haza Olaszországba.

### Színészi pályája
Az 1948-ban Teddy Reno által alapított milánói Compagnia Generale del Disco (CGD) hanglemezgyárnál helyezkedett el, Johnny Dorelli művésznéven, énekesként. 1958-ban Domenico Modugno-val párosban megnyerte a Sanremói Dalfesztivált a Nel blu dipinto di blu című dallal (amely „Volare” címen híresült el) és a Piove című dallal, amely „Ciao, ciao bambina” címen vált híressé. Az 1967-es Sanremói fesztiválon Dorelli és Don Backy a „L’immensità” című dallal a kilencedik helyezést érték el vele.

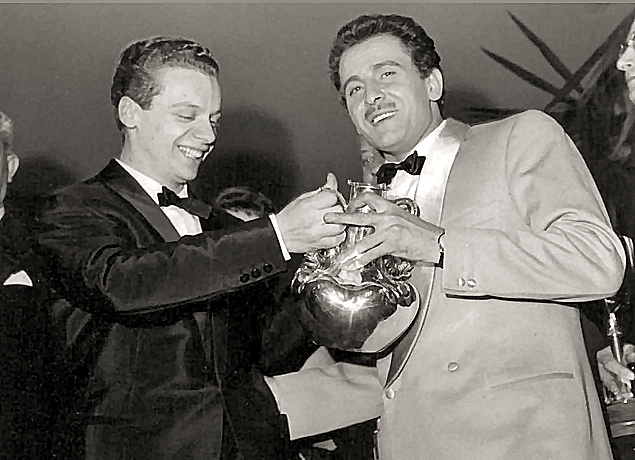
Dorelli és Modugno az 1959-es Sanremói Dalfesztivál díjával

Legnagyobb sikerét a „Aggiungi un posto a tavola” című musical bemutatásakor érte el. A musicalt a Pietro Garinei, Sandro Giovannini és Iaia Fiastri írták, zenéjét Armando Trovajoli (Trovaioli) szerzette. Az ősbemutató fő szerepeit Dorelli (Don Silvestro), Paolo Panelli (polgármester) és Bice Valori (Consolazione, a prostutuált) játszották. Dorelli szerepelt a sikeres darab angol nyelvű változatában is, melyet „Beyond the Rainbow” címmel 1978-ban mutatták be a londoni West Enden, az Adelphi színházban. További ismert dalai: Calypso Melody (1957), Julia (1958), Boccuccia Di Rosa (1958), Lettera a Pinocchio (1959), Montecarlo (1961), Speedy Gonzales (1962), Strangers in the Night (Solo Più Che Mai) (1966),  E penso a te (1971). Visszafogott stílusú sanzonénekesként is kedvelték, az 1960-as, 1970-es években rendszeresen énekelt élő rádiós és televíziós show-műsorokban, olaszul és angolul is. Összetéveszthetetlen hangját és énekstílusát a kaberettisták és hangutánzó művészek gyakran imitálták.
Az 1950-es évek végétől kapott kisebb-nagyobb filmvígjátéki szerepeket. A kor nagy komikusaival, Totòval, Peppino De Filippóval, Ugo Tognazzival játszott együtt. 1967-ben címszerepet játszott a testére szabott Dorellik jön! című akció-vígjátékban, a Diabolik kalandfilm paródiájában. A Dorellik-film betétdalát: Arriva La Bomba ő írta és énekelte. Számos romantikus szerelmesfilmben, vígjátékban játszott, olyan partnerekkel, mint Barbara Bouchet, Agostina Belli, Andréa Ferréol, Sandra Milo, Ursula Andress és Monica Vitti.  Emlékezetes alakítást nyújtott 1983-ban, Luigi Magnia rendező történelmi filmjében, a Legyetek jók, ha tudtok-ban, ahol a főszereplőt, Néri Szent Fülöpöt formálta meg, Philippe Leroy (a főinkvizítor) és Mario Adorf (a pápa) társaságában. 1984-ben szerepelt A szív című televíziós sorozatban (Maestro Perboni). Utolsónak ismert filmszerepét Pupi Avati rendező 2005-ben bemutatott filmjében, az Amikor jönnek a lányok-ban játszotta.
Négy évtized után 2007-ben ismét megjelent a Sanremói Dalfesztivál színpadán, Gianni Ferrio és Giorgio Calabrese Meglio così c. dalának egyik előadójaként. Énekét Stefano Bollani dzsessz-zongorista kísérte.

### Magánélete

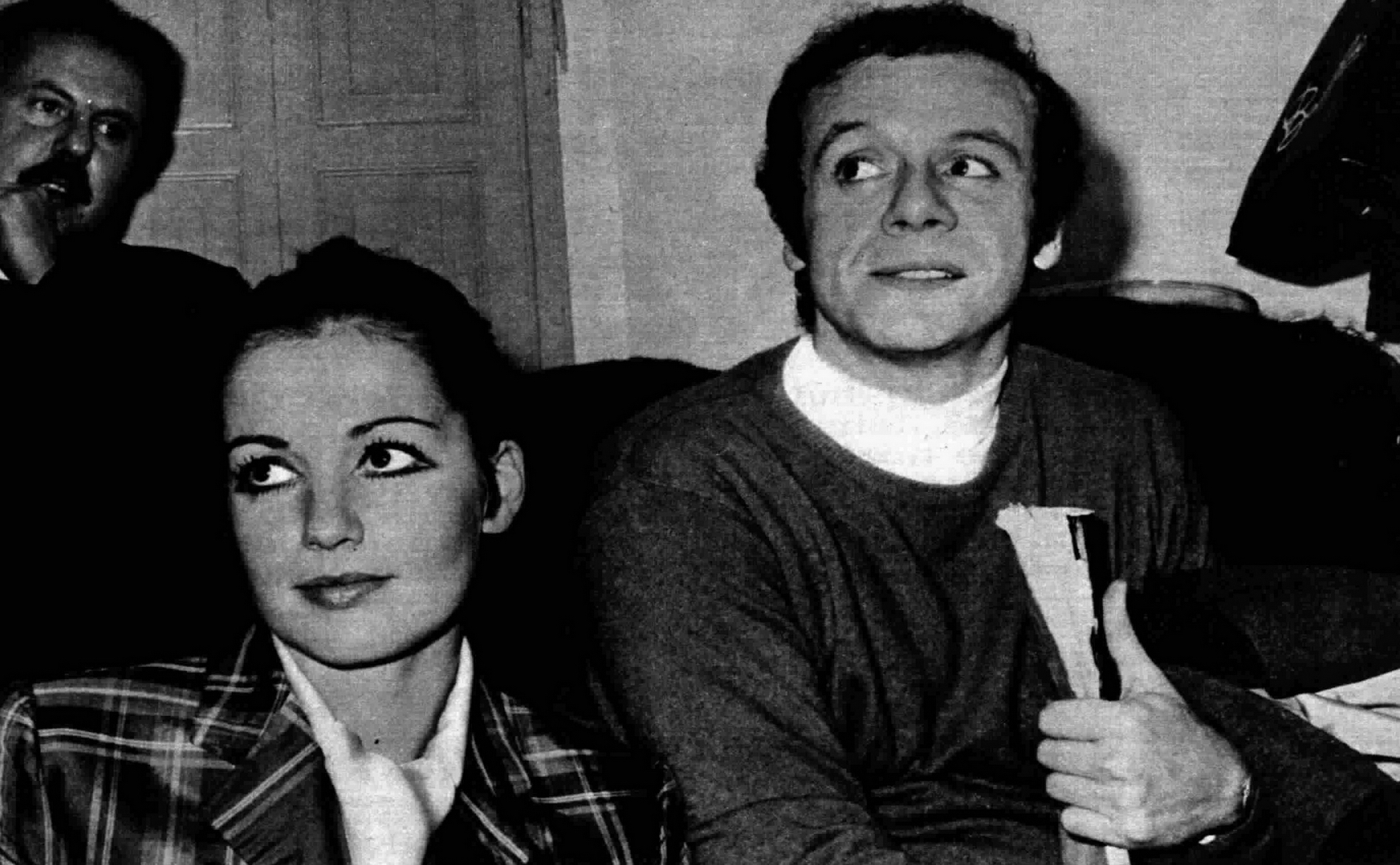
Első feleségével, Catherine Spaakkal (1971)

Hosszú időn át együtt élt a nála tíz évvel idősebb Lauretta Masiero színésznővel (1927–2010), majd 1972-ben feleségül vette Catherine Spaak olasz-francia énekes-színésznőt (*1945), akitől Gabriele nevű fia született. A házasfelek 1978-ban (vagy 1979-ben) elváltak. 
1981-ben Dorelli feleségül vette Gloria Guida (*1955) egykori fotómodellt, színésznőt, az 1970-es évek olasz szexkomédiáinak népszerű sztárját. Egy közös leányuk született, Guendalina. 1988-ban Dorelli és Guida még egy közös tévéfilmben (Festa di capodanno) szerepeltek együtt, azután a feleség hosszabb időre visszavonult a filmezéstől, és csak 2010-ben tért vissza a show-bizniszbe.

## Főbb filmszerepei
- 1956: Cantando sotto le stelle; Paolo
- 1958: Totò, Peppino e le fanatiche; Carlo Caprioli
- 1959: Destinazione Sanremo; énekes
- 1967: Dorellik jön! (Arriva Dorellik); Dorellik / Ernest Dorellik / Al Dorellik
- 1974: Keserű csokoládé (Pane e cioccolata), olasz gyáros
- 1976: Mondd, hogy mindent megteszel értem (Dimmi che fai tutto per me), Francesco Salmarani
- 1976: Szerelmi leckék (Spogliamoci così, senza pudor…); La visita c. történet; Marco Antonioli
- 1977: Kedves feleségem (Cara sposa); Alfredo Meneghini
- 1977: A rém (Il mostro), Valerio Barigozzi
- 1978: Come perdere una moglie e trovare un’amante; Alberto Castelli
- 1978: Szerelmeim (Amori miei), Marco Rossi
- 1978: Aggiungi un posto a tavola, tévéfilm; Don Silvestro
- 1979: Tesoromio; Enrico Moroni
- 1981: Forróvérű kísértet (Bollenti spiriti); Giovanni degli Uberti gróf / Guiscardo
- 1982: Szex, minden mennyiségben (Sesso e volentieri); Linda férje / Nino Pacini / Luca / ...
- 1983: Legyetek jók, ha tudtok (State buoni se potete); Néri Fülöp atya
- 1984: A szív (Cuore), tévésorozat; Maestro Perboni
- 1992: Mondd, szeretsz engem? (Ma tu mi vuoi bene?), tévéfilm; Enrico Morosini
- 1994: Igen, szeretlek (Sì, ti voglio bene), Enrico Morosini bíró
- 2005: Amikor jönnek a lányok (Ma quando arrivano le ragazze?); Ludovico Zanichelli

## További információ
- Johnny Dorelli a PORT.hu-n (magyarul)
- Johnny Dorelli az Internetes Szinkronadatbázisban (magyarul)
- Johnny Dorelli az Internet Movie Database-ben (angolul)
- Johnny Dorelli az AlloCiné weboldalán (franciául)
- Johnny Dorelli Profile. famousfix.com. (Hozzáférés: 2023. január 19.)